# Mountain View (Hawaii)
Mountain View és una concentració de població designada pel cens del Comtat de Hawaii als Estats Units d'Amèrica.

## Demografia
Segons el cens dels Estats Units del 2000 tenia 2.799 habitants, 959 habitatges, i 704 famílies La densitat de població era de 19,07 habitants per km².
Dels 959 habitatges en un 39,7% hi vivien nens de menys de 18 anys, en un 52,3% hi vivien parelles casades, en un 15,2% dones solteres, i en un 26,6% no eren unitats familiars. En el 20,9% dels habitatges hi vivien persones soles el 7,0% de les quals corresponia a persones de 65 anys o més que vivien soles. El nombre mitjà de persones vivint en cada habitatge era de 2,92 i el nombre mitjà de persones que vivien en cada família era de 3,39.
Per edats la població es repartia de la següent manera: un 32,2% tenia menys de 18 anys, un 7,2% entre 18 i 24, un 27,9% entre 25 i 44, un 21,9% de 45 a 64 i un 10,8% 65 anys o més.
L'edat mediana era de 34,6 anys. Per cada 100 dones hi havia 100,21 homes. Per cada 100 dones de 18 o més anys hi havia 97,09 homes.
La renda mediana per habitatge era de 26.860 $ i la renda mediana per família de 33.750 $. Els homes tenien una renda mediana de 24.250 $ mentre que les dones 22.135 $. La renda per capita de la població era de 13.229 $. Aproximadament el 23,6% de les famílies i el 30,3% de la població estaven per davall del llindar de pobresa.

## Poblacions properes
El següent diagrama mostra les poblacions més properes.